# Formula di coarea
In matematica, più precisamente nell'ambito della teoria della misura, la formula di coarea permette di calcolare l'integrale del gradiente di una funzione in termini dell'integrale dei suoi insiemi di livello.
Tale formula viene spesso utilizzata per problemi isoperimetrici.

## Enunciato
È possibile enunciare due versioni per la formula di coarea.

### Prima versione
Indicando con {\displaystyle {\mathcal {H}}^{n-1}} la misura di Hausdorff (n-1)-dimensionale allora, se {\displaystyle f:\mathbb {R} ^{n}\rightarrow \mathbb {R} } è una funzione lipschitziana e {\displaystyle E} un insieme misurabile, vale la formula:
{\displaystyle \int _{E}|\nabla f(x)|dx=\int _{\mathbb {R} }{\mathcal {H}}^{n-1}(E\cap f^{-1}(t))dt}

### Seconda versione
È possibile dare un'altra versione della formula di coarea, nella quale al primo membro compare anche un'altra funzione {\displaystyle g} non negativa e misurabile. Sia {\displaystyle f:\mathbb {R} ^{n}\rightarrow \mathbb {R} } Lipschitziana e sia {\displaystyle E} un insieme misurabile. Sia inoltre {\displaystyle g:\mathbb {R} ^{n}\rightarrow [0,+\infty ]} una funzione misurabile. Allora vale la formula:
{\displaystyle \int _{E}g(x)|\nabla f(x)|dx=\int _{\mathbb {R} }\left(\int _{E\cap f^{-1}(t)}g(y)d{\mathcal {H}}^{n-1}\right)dt}

## Applicazioni
Spesso la formula di coarea viene utilizzata nella sua seconda versione per il calcolo di un integrale di una funzione a simmetria radiale. Infatti, per calcolare l'integrale di {\displaystyle g}, scegliendo {\displaystyle f=|x|} si ottiene:
{\displaystyle \int _{E}g(x)dx=\int _{\mathbb {R} }\left(\int _{E\cap \partial B_{r}}g(y)d{\mathcal {H}}^{n-1}\right)dr}
dove {\textstyle \partial B_{r}} è il bordo della palla {\displaystyle n}-dimensionale centrata nell'origine di raggio {\displaystyle r}.
Viene anche utilizzata per dimostrare la disuguaglianza di Pólya-Szegő.